# Elitloppet 2002
Elitloppet 2002 var den 51:a upplagan av Elitloppet, som gick av stapeln söndagen den 26 maj 2002 på Solvalla i Stockholm. Finalen vanns av den italienska hästen Varenne, körd av Giampaolo Minucci och tränad av Jori Turja. Detta var Varennes andra raka seger i Elitloppet, och han blev den då åttonde dubbelsegraren i Elitloppets historia.
2002 års upplaga av Elitloppet blev en riktig fartfest. Varenne vann sitt kvalheat på snabba 1.10,4, vilket var nytt världsrekord. Rekordet stod sig endast i ett par timmar, då samma häst vann finalen på 1.10,2.
Även Scarlet Knight slog världsrekord i sitt kvalheat, då han vann på 1.10,7, vilket var världsrekord för 4-åriga hingstar och valacker.

## Upplägg och genomförande
Elitloppet är ett inbjudningslopp och varje år bjuds 16 hästar som utmärkt sig in till Elitloppet. Hästarna lottas in i två kvalheat, och de fyra bästa i varje försök går vidare till finalen som sker 2–3 timmar senare samma dag. Desto bättre placering i kvalheatet, desto tidigare får hästens tränare välja startspår inför finalen. Samtliga tre lopp travas sedan 1965 över sprinterdistansen 1 609 meter (engelska milen) med autostart (bilstart). I Elitloppet 2002 var förstapris i finalen 2 miljoner kronor, och 250 000 kronor i respektive kvalheat.

## Kvalheat 1
| P | S | Häst               | Kusk              | Tränare            | Land    | Odds   | Tid    |
| - | - | ------------------ | ----------------- | ------------------ | ------- | ------ | ------ |
| 1 | 7 | Varenne            | Giampaolo Minucci | Jori Turja         | Italien | 1,17   | 1.10,4 |
| 2 | 5 | H.P.Paque          | Trond Smedshammer | Trond Smedshammer  | USA     | 6,60   | 1.10,6 |
| 3 | 4 | Com Hector         | Jim Frick         | Catarina Lundström | Sverige | 34,70  | 1.10,9 |
| 4 | 8 | Abano As           | Stig H. Johansson | Stig H. Johansson  | Sverige | 23,80  | 1.11,5 |
| 0 | 2 | Legendary Lover K. | Steen Juul        | Steen Juul         | Danmark | 8,40   | 1.11,8 |
| 0 | 1 | Super Photo Kosmos | Jorma Kontio      | Stefan Melander    | Sverige | 26,80  | 1.15,0 |
| 0 | 6 | Incognito Kemp     | Markku Nieminen   | Markku Nieminen    | Finland | 160,30 | 1.15,5 |
| d | 3 | Egon Lavec         | Lutfi Kolgjini    | Lutfi Kolgjini     | Sverige | 65,30  | uag    |

## Kvalheat 2
| P   | S | Häst           | Kusk                      | Tränare                   | Land      | Odds  | Tid      |
| --- | - | -------------- | ------------------------- | ------------------------- | --------- | ----- | -------- |
| 1   | 4 | Scarlet Knight | Stefan Melander           | Stefan Melander           | Sverige   | 2,43  | 1.10,7   |
| 2   | 1 | Cenit Guy      | Claes Svensson            | Claes Svensson            | Sverige   | 44,20 | 1.11,3   |
| 3   | 8 | Victory Tilly  | Stig H. Johansson         | Stig H. Johansson         | Sverige   | 2,40  | 1.11,3   |
| 4   | 2 | Fan Idole      | Richard William Denéchère | Richard William Denéchère | Frankrike | 4,30  | 1.11,3   |
| 0   | 6 | Energetic      | Örjan Kihlström           | Stefan Hultman            | Sverige   | 23,30 | 1.11,9   |
| 0   | 3 | Sugarcane Volo | Anders Jahre              | Hans Petter Tholfsen      | Norge     | 53,90 | 1.12,0   |
| 0   | 5 | Brads Photo    | Wilhelm Paal              | Holger Ehlert             | Italien   | 8,60  | 1.14,3ag |
| str | 7 | Solar Effe     | Pietro Gubellini          | Edurado Gubellini         | Italien   | -     | -        |

## Finalheat
| P | S | Häst           | Kusk                      | Tränare                   | Land      | Odds   | Tid    |
| - | - | -------------- | ------------------------- | ------------------------- | --------- | ------ | ------ |
| 1 | 2 | Varenne        | Giampaolo Minucci         | Jori Turja                | Italien   | 1,32   | 1.10,2 |
| 2 | 1 | H.P.Paque      | Trond Smedshammer         | Trond Smedshammer         | USA       | 12,50  | 1.10,4 |
| 3 | 3 | Scarlet Knight | Stefan Melander           | Stefan Melander           | Sverige   | 3,40   | 1.10,5 |
| 4 | 5 | Victory Tilly  | Stig H. Johansson         | Stig H. Johansson         | Sverige   | 13,30  | 1.10,5 |
| 5 | 6 | Com Hector     | Jim Frick                 | Catarina Lundström        | Sverige   | 102,80 | 1.10,8 |
| 0 | 4 | Cenit Guy      | Claes Svensson            | Claes Svensson            | Sverige   | 128,60 | 1.10,9 |
| 0 | 8 | Abano As       | Torbjörn Jansson          | Stig H. Johansson         | Sverige   | 219,30 | 1.10,9 |
| 0 | 7 | Fan Idole      | Richard William Denéchère | Richard William Denéchère | Frankrike | 35,50  | 1.11,0 |